# Diocesi di Wagga Wagga
La diocesi di Wagga Wagga (in latino Dioecesis Corvopolitana) è una sede della Chiesa cattolica in Australia suffraganea dell'arcidiocesi di Sydney. Nel 2023 contava 58.388 battezzati su 219.967 abitanti. È retta dal vescovo Mark Stuart Edwards, O.M.I.

## Territorio
La diocesi comprende la parte sud-orientale del Nuovo Galles del Sud.
Sede vescovile è la città di Wagga Wagga, dove si trova la cattedrale di San Michele.
Il territorio è suddiviso in 32 parrocchie.

## Storia
La diocesi è stata eretta il 28 luglio 1917 con il breve Ut aucto Pastorum di papa Benedetto XV, ricavandone il territorio dalla diocesi di Goulburn (oggi arcidiocesi di Canberra e Goulburn).
Il 4 novembre 2005 la Congregazione per il culto divino e la disciplina dei sacramenti ha confermato Mary MacKillop patrona principale della diocesi.

## Cronotassi dei vescovi
Si omettono i periodi di sede vacante non superiori ai 2 anni o non storicamente accertati.
- Joseph Wilfrid Dwyer † (14 marzo 1918 - 11 ottobre 1939 deceduto)
- Francis Augustin Henschke † (16 novembre 1939 - 24 febbraio 1968 deceduto)
- Francis Patrick Carroll † (24 febbraio 1968 succeduto - 25 giugno 1983 nominato arcivescovo di Canberra e Goulburn)
- William John Brennan † (16 gennaio 1984 - 5 febbraio 2002 dimesso)
- Gerard Joseph Hanna (5 febbraio 2002 - 12 settembre 2016 dimesso)
  - Sede vacante (2016-2020)[2]
- Mark Stuart Edwards, O.M.I., dal 26 maggio 2020

## Statistiche
La diocesi nel 2023 su una popolazione di 219.967 persone contava 58.388 battezzati, corrispondenti al 26,5% del totale.
| anno | popolazione | popolazione | popolazione | presbiteri | presbiteri | presbiteri | presbiteri                | diaconi | religiosi | religiosi | parrocchie |
| anno | battezzati  | totale      | %           | numero     | secolari   | regolari   | battezzati per presbitero | diaconi | uomini    | donne     | parrocchie |
| ---- | ----------- | ----------- | ----------- | ---------- | ---------- | ---------- | ------------------------- | ------- | --------- | --------- | ---------- |
| 1950 | 24.000      | 108.000     | 22,2        | 41         | 41         |            | 585                       |         | 18        | 213       | 21         |
| 1966 | 41.000      | 150.000     | 27,3        | 63         | 59         | 4          | 650                       |         | 29        | 253       | 29         |
| 1968 | 42.147      | 151.000     | 27,9        | 57         | 54         | 3          | 739                       |         | 32        | 249       | 30         |
| 1980 | 56.650      | 171.920     | 33,0        | 51         | 48         | 3          | 1.110                     |         | 31        | 207       | 30         |
| 1990 | 61.000      | 202.000     | 30,2        | 44         | 44         |            | 1.386                     |         | 18        | 180       | 30         |
| 1999 | 62.000      | 206.000     | 30,1        | 55         | 48         | 7          | 1.127                     |         | 14        | 123       | 31         |
| 2000 | 62.000      | 206.000     | 30,1        | 55         | 44         | 11         | 1.127                     |         | 24        | 107       | 31         |
| 2001 | 62.000      | 206.000     | 30,1        | 55         | 44         | 11         | 1.127                     |         | 27        | 107       | 31         |
| 2002 | 62.000      | 206.000     | 30,1        | 57         | 46         | 11         | 1.087                     |         | 27        | 115       | 31         |
| 2003 | 62.000      | 206.000     | 30,1        | 52         | 44         | 8          | 1.192                     |         | 18        | 115       | 31         |
| 2004 | 62.000      | 206.000     | 30,1        | 57         | 51         | 6          | 1.087                     |         | 17        | 110       | 31         |
| 2010 | 64.800      | 218.000     | 29,7        | 72         | 59         | 13         | 900                       |         | 19        | 99        | 31         |
| 2014 | 66.228      | 202.000     | 32,8        | 49         | 44         | 5          | 1.351                     |         | 12        | 87        | 31         |
| 2017 | 65.440      | 199.400     | 32,8        | 50         | 45         | 5          | 1.308                     | 1       | 12        | 79        | 32         |
| 2020 | 60.674      | 205.332     | 29,5        | 52         | 47         | 5          | 1.166                     | 1       | 19        | 73        | 32         |
| 2022 | 62.960      | 209.000     | 30,1        | 48         | 43         | 5          | 1.311                     | 1       | 15        | 64        | 32         |
| 2023 | 58.388      | 219.967     | 26,5        | 47         | 42         | 5          | 1.242                     | 1       | 14        | 65        | 32         |